# Friston
Friston – wieś w Anglii, w hrabstwie Suffolk. Leży 30 km na północny wschód od miasta Ipswich i 137 km na północny wschód od Londynu.